# Castillon-de-Larboust
Cardeilhac (em occitano:  Castilhon de Larbost) é uma comuna francesa na região administrativa da Occitânia, no departamento do Alto Garona. Estende-se por uma área de 20.67 km², com 72 habitantes, segundo o censo de 2018, com uma densidade de 3.5 hab/km².